# 유다온센역
유다온센역(일본어: 湯田温泉駅)은 일본 야마구치현 야마구치시에 위치한 서일본 여객철도 야마구치 선의 철도역이다. 단선 승강장 1면 1선의 구조를 갖춘 지상역이다.

## 이용 현황
| 승차 인원 추이 | 승차 인원 추이 |
| 연도           | 1일 평균       |
| -------------- | -------------- |
| 1999           | 935            |
| 2000           |                |
| 2001           | 1,017          |
| 2002           | 999            |
| 2003           | 998            |
| 2004           | 1,047          |
| 2005           | 1,042          |
| 2006           | 1,073          |
| 2007           | 1,087          |
| 2008           | 1,143          |
| 2009           | 1,068          |
| 2010           | 1,105          |
| 2011           | 1,167          |
| 2012           | 1,157          |
| 2013           | 1,158          |
| 2014           | 1,144          |

## 역 주변
- 야마구치 형무소
- 야마구치 대학 요시다 캠퍼스

## 역사
- 1913년 2월 20일 : 야마구치 선 오고리 - 야마구치 역 간에 개업함과 동시에, 유다역으로서 개업.
- 1961년 3월 20일 : 유다온센역으로 개칭.
- 1987년 4월 1일 : 일본국유철도 분할 민영화로 인해, 서일본 여객철도가 승계.
- 1992년 11월 : 미도리노마도구치 영업 개시.

## 인접 역
| 서일본 여객철도 야마구치 선 | 서일본 여객철도 야마구치 선 | 서일본 여객철도 야마구치 선 |
| --------------------------- | --------------------------- | --------------------------- |
| 야바라 신야마구치 방면      | ■ 야마구치 선               | 야마구치 마스다 방면        |